# Eleonora Buiatti
Eleonora Buiatti (Cividale del Friuli, 21 settembre 1989) è un'ex calciatrice italiana, di ruolo portiere, campione d'Europa Under-19 con la nazionale italiana a Francia 2008.

## Biografia
Buiatti è sposata con l'ex rugbista Gonzalo Canale, conosciuto durante il campionato europeo in Francia, con il quale si è trasferita in Francia abbandonando definitivamente il calcio giocato dopo la nascita del figlio Thiago.

## Carriera

### Club
Buiatti si avvicina al calcio in giovane età tesserandosi con la squadra del paese di residenza, Moimacco, e giocando insieme ai maschietti nelle formazioni miste fino al raggiungimento dell'età massima secondo il regolamento FIGC. Nel 2003 è passata nella squadra femminile del Tavagnacco dove ha da allora sempre militato con l'eccezione di un campionato (2005-2006) in prestito al Graphistudio Campagna. Nelle ultime tre stagioni con il Tavagnacco è stata vice del portiere titolare Cristina Marcutti.

### Nazionale
Buiatti inizia ad essere convocata dalla Federazione Italiana Giuoco Calcio (FIGC) dal 2008, vestendo la maglia della formazione Under-19.
Inserita in rosa come secondo di Sara Penzo dal tecnico Corrado Corradini, Pisano condivide con le compagne il percorso che vede le Azzurrine dell'Under-19 conquistare il primo titolo Europeo all'edizione di Francia 2008. La squadra, già classificatosi al primo posto nel gruppo 4 al primo turno e al secondo, dietro alla |Norvegia nel gruppo 5 nel secondo, nella fase finale si porta al primo posto del girone A, frutto di due vittorie, con Norvegia e Francia e una sola ininfluente sconfitta per 3-0, con la Spagna, superando la Svezia per 4-0 in semifinale e ancora la Norvegia per 1-0 in finale grazie al rigore siglato al 71' da Alice Parisi. In quell'occasione Corradini la impiega in un incontro della fase finale.

## Palmarès

### Nazionale
- Campionato d'Europa under 19: 1

Francia 2008